# 利基控股
利基控股有限公司，簡稱利基控股（英語：Build King Holdings Limited，港交所：0240），在1980年由惠記集團有限公司分拆建築業務，主要經營承建盤平整，道路，橋樑，渠務，污水處理設施，水務，機場基礎設施，鐵路基礎設施，港口，填海，海事結構，海底管線，住宅/商業樓宇，公園，隧道，堆填區，廢物管理和廢水處理廠等行業。
在2004年7月23日，在香港交易所透過已清盤的I-China Holdings Limited換取上市，董事會主席為單偉彪，總裁為張錦泉，還有新創建集團有限公司。業務地區為香港為首，其次是中國內地，以及阿聯酋。總部位於香港九龍觀塘偉業街223號宏利金融中心B座六樓601至605A室。

## 承建項目

### 土木工程
- 中環站至香港站行人隧道
- 機場快線九龍南隧道
- 港鐵小蠔灣車廠
- 將軍澳線百勝角隧道
- 西鐵線錦上路站及八鄉車廠
- 西鐵線荃灣西站及葵青隧道
- 西鐵線美孚站至南昌站區段
- 廣深港高速鐵路香港段雞公嶺段隧道
- 金鐘站擴建部分
- 東涌新市鎮擴展-填海及前期工程工程合約（與南韓三星物產聯營，合約總額120.76億港元）

### 教育機構
- 香港科技大學賽馬會大樓
- 保良局何壽南小學新校舍及聖公會聖十架小學
- 港島中學校舍重建項目
- 香港中文大學新亞書院梅雲堂
- 東華三院蔡榮星小學
- 郭怡雅神父紀念學校新校舍

### 住宅
- 映灣園海珀名邸

### 公共設施
- 康寧道公園[1]
- 馬鞍山運動場[2]
- 新界東文化中心（利基-安保聯營）